# 1768 au Canada
Pour un article plus général, voir Chronologie du Canada.
Cet article traite des événements qui se sont produits durant l'année 1768 au Canada.

## Événements

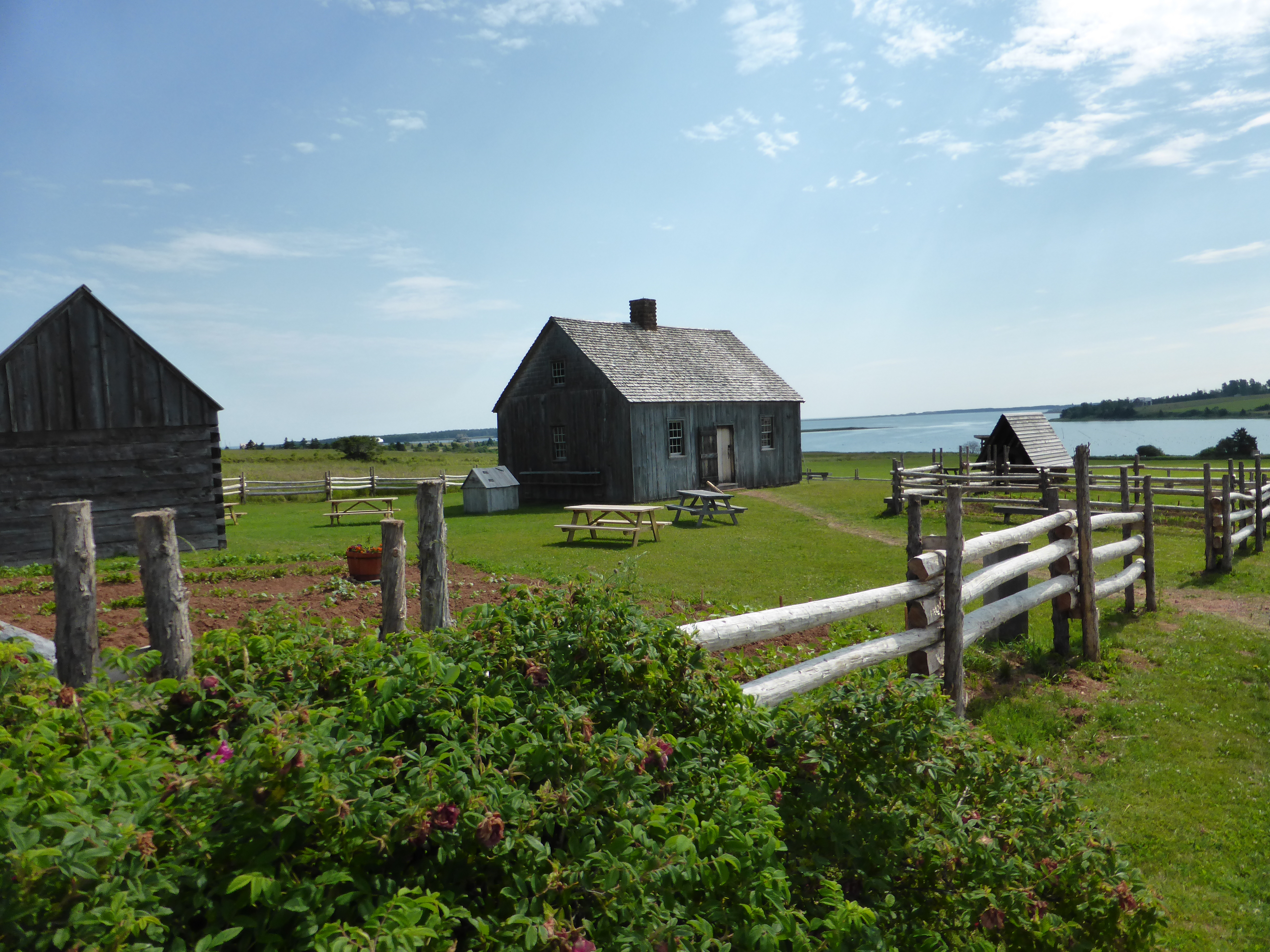
La Maison Doucet construit en 1768 sur l'Île Saint-Jean (Île-du-Prince-Édouard)

- 26 octobre : Guy Carleton, baron Dorchester, devient gouverneur général de la province de Québec. S’il fait quelques concessions à la minorité britannique, il préconise cependant un régime d’équité, demandant la restauration de la législation française en y adjoignant l’institution de l’Habeas Corpus et s’efforce de remédier aux abus de la justice. La classe des commerçants anglophones, réclamant la réunion de l’Assemblé populaire promise par la Proclamation d’octobre 1763, refusent d’acquitter les impôts réclamés par la couronne.
- Aaron Hart contribue à fonder la première synagoge Shearith Israël à Montréal.

## Naissances
- 8 mars : Claude Dénéchau, homme politique.
- 17 avril : Robert Ferguson, homme d'affaires au Nouveau-Brusnswick.
- 19 décembre : Joseph-Bernard Planté, notaire et homme politique.
- Tecumseh, chef de la tribu des Shawnees.
- José María Narváez, navigateur espagnol qui explora la côte ouest de l'Amérique.

## Décès
- 27 novembre : Michel de Sallaberry, officier naval (° 4 juillet 1704).
- Ralph Burton : militaire et administrateur colonial.